# The Usos
The Usos (nascidos em 22 de agosto de 1985) foi uma dupla de luta livre profissional formada pelos irmãos gêmeos Jey Uso e Jimmy Uso. Ambos trabalham na WWE, onde atuam em marcas separadas, após o fim da dupla. Jimmy, atua no SmackDown, e Jey atua no Raw. Eles foram campeões indiscutíveis de duplas da WWE, mantendo o Campeonato de Duplas do Raw em seu terceiro reinado e o Campeonato de Duplas do SmackDown em seu Jey Uso quinto reinado, que é o reinado mais longo para o título em 622 dias e o oitavo reinado de título de duplas mais longo na história da WWE. Eles também faziam parte de um grupo chamado The Bloodline com seu primo, Roman Reigns, junto com seu conselheiro especial Paul Heyman e seu irmão mais novo Solo Sikoa. Os Usos são membros da renomada família Anoaʻi, uma família de lutadores samoanos.
Treinado desde a infância por seu pai, o Hall da Fama Rikishi, a equipe estreou na marca de desenvolvimento da WWE Florida Championship Wrestling (FCW) em 2009, onde se tornaram Campeões de Duplas da FCW Flórida. Amplamente considerado como uma das maiores duplas da história da WWE, eles foram transferidos para o plantel principal no ano seguinte e foram sete vezes campeões de duplas na WWE, conquistando o Campeonato de Duplas da WWE (Raw) duas vezes. e ganhando o Slammy Award de Equipe de Tag do Ano em 2014 e 2015. Em 2017, eles ganharam o Campeonato de Duplas do SmackDown em três ocasiões, seguidos por um quarto reinado em 2019 e um quinto reinado em 2021. Eles são o primeiro time para ganhar o Campeonato de Duplas do Raw e o SmackDown. Eles também são a única equipe a vencer o Campeonato de Dupla da FCW Florida, Raw e SmackDown.
A dupla foi administrada anteriormente por sua prima Tamina e pela esposa de Jimmy, Naomi.

## Carreira na luta livre profissional

### World Wrestling Entertainment/WWE

#### Florida Championship Wrestling (2009-2010)
Jimbo Uso (Jonathan Fatu) apareceu nas gravações da Florida Championship Wrestling (FCW) em 5 de novembro de 2009, acompanhando Donny Marlow ao ringue. Jimmy também apareceu em um dark match antes das gravações de televisão da FCW em 19 de novembro, derrotando Titus O'Neil.
The Fatu Brothers começaram 2010 derrotando os The Rotundo Brothers (Duke e Bo) em 14 de janeiro. Em um confronto de lutadores geracionais em 18 de fevereiro, The Rotundo Brothers se uniram a Wes Brisco para derrotar The Usos e Donny Marlow. Eles continuaram sua associação com Marlow nas gravações de televisão em 25 de fevereiro, quando ele os acompanhou ao ringue para uma vitória contra Titus O'Neil e Big E Langston. Em março eles se juntaram a Sarona Snuka, que começou a atuar como seu empresário e em 13 de março, The Usos derrotou The Fortunate Sons (Joe Hennig e Brett DiBiase) para ganhar o Campeões de Duplas da FCW Flórida. Eles fizeram sua primeira defesa de título nas gravações de televisão de 18 de março derrotando The Dudebusters (Trent Baretta e Caylen Croft) para reter. Eles passaram a defender com sucesso o campeonato contra Percy Watson e Darren Young, Hunico e Tito Nieves, Skip Sheffield e Darren Young, e The Dudebusters, que derrotaram por desqualificação quando Tamina puxou o árbitro para fora do ringue para impedi-lo de fazer a contagem. Em 3 de junho, The Usos perdeu o Campeonato de Duplas da Flórida para "Los Aviadores" (Hunico e Dos Equis).

#### Estreia no elenco principal e primeiras rivalidades (2010–2013)
Em 24 de maio de 2010, no episódio do Raw, The Usos e Tamina fizeram sua estreia como vilões atacando os Campeões Unificados de Duplas da WWE, The Hart Dynasty (Tyson Kidd, David Hart Smith e Natalya). Na semana seguinte, o gerente geral do Raw, Bret Hart, afirmou que havia assinado contratos com eles. Naquela noite, o trio fez uma promo, afirmando que eles buscavam respeito por suas famílias. Eles foram interrompidos e atacados pela The Hart Dynasty, que buscava vingança pelo ataque surpresa da semana anterior. Os Usos tentaram atacar a Hart Dynasty novamente no Raw de 7 de junho, mas os Harts estavam prontos e ganharam a vantagem. Os Usos fizeram sua estréia no ringue no episódio de 17 de junho de Superstars, derrotando Goldust e Mark Henry. Três dias depois, eles fizeram sua estreia no pay-per-view ao perder para The Hart Dynasty em uma luta de duplas mistas de seis pessoas no Fatal 4-Way. Os Usos estavam programados para enfrentar a Hart Dynasty no Raw de 28 de junho, mas a luta nunca começou, pois os Usos atacaram os Harts quando eles estavam entrando no ringue. Os Usos derrotaram The Hart Dynasty pela primeira vez em uma luta de duplas mistas de seis pessoas no Raw de 12 de julho, quando Jey fez a contagem em Smith. Os Usos desafiaram os Harts pelo Campeonato Unificado de Duplas no Money in the Bank, mas não tiveram sucesso. No episódio de 26 de julho do Raw, Jey Uso foi contra Randy Orton em sua primeira luta individual, perdendo. Eles receberam outra chance pelo Campeonato de Duplas no Night of Champions em uma luta Tag Team Turmoil, onde eliminaram tanto The Hart Dynasty quanto a equipe de Vladimir Kozlov e Santino Marella antes de serem eliminados por Mark Henry e Evan Bourne. No episódio de 6 de dezembro do Raw, os Usos estavam em uma luta fatal four-way de duplas e foram eliminados, mas Tamina ficou do lado de Marella e Kozlov após a conquista do Campeonato de Duplas da WWE; como resultado, ela virou a mocinha e deixou os Usos.

#### Campeões de Duplas da WWE (2013–2015)

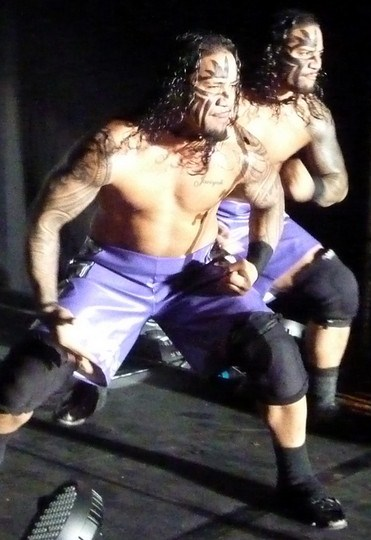
The Usos fazendo sua entrada

#### Aliança com Roman Reigns (2020-presente)
No episódio de 3 de janeiro de 2020 do SmackDown, os Usos retornaram com um novo visual de cabelo curto e mais uma vez como parte da marca SmackDown, ajudando Roman Reigns de um ataque de King Corbin e Dolph Ziggler. Os Usos então disputaram o Campeonato de Duplas do SmackDown no Elimination Chamber e WrestleMania 36, onde não tiveram sucesso novamente. Durante a luta na WrestleMania, Jimmy sofreu uma lesão legítima no joelho, deixando-o fora do ringue indefinidamente. No SmackDown de 29 de maio, Jey competiu em uma battle royal de 10 homens, onde o vencedor seria inserido no torneio do Campeonato Intercontinental. Ele foi o vice-campeão, sendo por último eliminado por Sheamus.
No episódio de 4 de setembro do SmackDown, depois que Big E foi atacado e ferido no enredo, Jey tomou o lugar de Big E em uma luta fatal contra Matt Riddle, King Corbin e Sheamus, onde o vencedor ganharia uma luta pelo Campeonato Universal no Clash of Champions contra Roman Reigns, que virou vilão recentemente. Jey venceu ao imobilizar Riddle para ganhar a primeira oportunidade de campeonato individual de sua carreira. No Clash of Champions, Jey perdeu para Reigns por nocaute técnico, quando Jimmy desceu e jogou uma toalha branca para ele. Jey recebeu outra chance pelo título contra Reigns em uma luta Hell in a Cell "I Quit" no evento homônimo com a estipulação adicional de que, se Jey perdesse, ele teria que seguir as ordens de Roman Reigns ou ser expulso de sua família. No evento, Jey perdeu novamente depois que Reigns atacou o ferido Jimmy e fez Jey dizer "eu desisto".
No episódio de 30 de outubro do SmackDown, Jey derrotou Daniel Bryan para se qualificar para o Team SmackDown no Survivor Series. Após a luta, Jey atacou Bryan a pedido de Roman Reigns, tornando-se vilão e se alinhando com Reigns no processo. Em 21 de fevereiro de 2021, no Elimination Chamber, Jey competiu na partida homônima do evento, onde o vencedor receberia uma chance pelo Campeonato Universal de Reigns naquela mesma noite. Ele foi a última pessoa eliminada pelo vencedor Daniel Bryan. Na edição especial da WrestleMania de 9 de abril de 2021 do SmackDown, Jey venceu o Andre the Giant Memorial Battle Royal eliminando por último Shinsuke Nakamura. Isso marcou o primeiro grande prêmio individual de Jey na WWE.
Jimmy voltou de lesão no episódio de 7 de maio do SmackDown. Jimmy não aprovava a aliança entre Jey e Reigns, pois chamava Jey de "vadia de Reigns" e até usava uma camiseta que dizia "Nobody's Bitch". A dissensão que se seguiu entre os dois sobre a lealdade de Jey eventualmente fez com que Jey saísse temporariamente no episódio de 11 de junho do SmackDown. Ironicamente, na semana seguinte no episódio de 18 de junho do SmackDown, Jimbo ofereceu sua ajuda a Reigns durante sua luta Hell in a Cell com Rey Mysterio, e ele levantou a mão de Reigns após a luta. No semana seguinte no SmackDown, Jimbo tentou ajudar Reigns quando Edge o atacou e o ogou na barricada. No episódio de 9 de julho do SmackDown, Jey e Jimbo mostraram sua aliança com Reigns, consolidando-os como heels no processo. No Money in the Bank, The Usos foram bem sucedidos em capturar pela quinta vez Campeonato de Duplas do SmackDown de The Mysterios. No SummerSlam, The Usos derrotaria The Mysterios em uma revanche para manter os títulos de duplas do SmackDown. Na edição de 10 de setembro de 2021 do SmackDown do Madison Square Garden, os Usos se uniram a Roman Reigns para enfrentar a equipe dos Mysterios e John Cena em uma derrota em um dark match. Em 16 de janeiro de 2022, eles quebraram seu recorde anterior de 182 dias como Campeões de Duplas do SmackDown.

## Outras mídias
A dupla estrelou o primeiro episódio de Outside the Ring, onde eles cozinharam um tradicional churrasco samoano.
Juntos, os Usos fizeram sua estreia no videogame no WWE '13 como conteúdo para download.[95] Os Usos não estavam no WWE 2K14, mas retornaram no WWE 2K15 e continuaram a aparecer no WWE 2K16, WWE 2K17, WWE 2K18, WWE 2K19 e WWE 2K20.
Jimmy é regularmente apresentado no reality show Total Divas devido ao seu casamento com a estrela do Total Divas, Naomi. Jey também fez aparições breves. Jimmy também apareceu no videoclipe de sua esposa para sua música "Dance All Night", que foi colocado no canal do YouTube da WWE.
Os irmãos são regularmente apresentados no canal do YouTube de Xavier Woods, UpUpDownDown, onde Jimmy atende pelo apelido de 'Uce' e Jey pelo apelido de 'Jucey'. Em maio de 2019, Jimmy desafiou sem sucesso Kofi Kingston em um jogo de ClayFighter pelo Campeonato UpUpDownDown de Kingston.[96] Um mês depois, Jey desafiou Kingston pelo título em um jogo de Tetris, onde Jey derrotou Kingston para ganhar o campeonato.[97] Jimmy então derrotou Jey em um jogo de dois de três de The King of Fighters XIV para ganhar o campeonato.[98] Ele perdeu o título para Samoa Joe em um jogo de World Heroes.[99]
Depois de ser nomeado o candidato número um ao Campeonato Universal em setembro de 2020, Jey Uso foi destaque em um episódio da mini-série de documentários da WWE Network, WWE Chronicle.

## Vidas pessoais
Os irmãos Fatu são descendentes de samoanos. Como filhos do Hall da Fama Rikishi, eles também fazem parte da família Anoa'i; eles são primos em primeiro grau removidos dos artistas da WWE Samula Anoa'i (Samu), Matt Anoa'i (Rosey), Joe Anoa'i (Roman Reigns) e o falecido Hall da Fama da WWE Rodney Anoa'i (Yokozuna), e os sobrinhos de Sam Fatu (The Tonga Kid) e o falecido Eddie Fatu (Umaga). Eles são os irmãos de Joseph "Sefa" Fatu, que atende pelo nome de ringue Solo Sikoa. Seu nome artístico "uso" significa "irmão" na língua samoana. De 2011 a 2016, eles realizaram o Samoan Siva Tau antes de seus combates.
Jonathan se casou com a lutadora e namorada de longa data Trinity McCray (Naomi) em 16 de janeiro de 2014. Ela também é madrasta dos dois filhos de Jonathan, Jayla e Jaidan.
Joshua se casou com sua esposa Takecia Travis em 2015. Eles têm dois filhos juntos.

## Títulos e prêmios
- CBS Sports
  - Rivalidade do Ano (2020) Jey Uso vs. Roman Reigns[39]
  - Dupla do Ano (2018)[40]
- Florida Championship Wrestling
  - FCW Florida Tag Team Championship (1 vez)[2]
- Pro Wrestling Illustrated
  - Dupla do Ano (2014)[41]
  - Classificou Jimmy como No. 25 dos 500 melhores lutadores individuais no PWI 500 em 2014[42]
  - Classificou Jey como No. 26 dos 500 melhores lutadores individuais no PWI 500 em 2014[42]
  - Classificada em 4º lugar entre as 50 melhores duplas no PWI Tag Team 50 em 2021[43]
- Rolling Stone
  - Dupla do Ano (2017)[44]
- WWE
  - Campeonato da Duplas do Raw[a] (3 vezes)
  - Campeonato de Duplas do SmackDown (5 vezes)[45]
  - André the Giant Memorial Battle Royal (2021) – Jey Uso[29]
  - Slammy Award (2 vezes)
    - Dupla do Ano (2014, 2015)[46][47]